# Pont romà de Longroiva
El Pont romà de Longroiva es troba a Coitada, a la freguesia de Longroiva, al municipi de Mêda.(1)
És a uns 2 km de Relva i Longroiva.
Serveix de pas a la ribera de Piscos, un afluent de riu Coa.

## Regió
Longroiva és una freguesia portuguesa que es troba a 6 km del seu municipi, envoltada per cingles al sud.
Considerada per molts com un pessebre natural, pel seu mas blanc, al vessant ponent de la muntanya, amb carrers medievals.
A la freguesia es trobaren vestigis dels temps dels megàlits fins als romans, i també dels àrabs.(1)

## Història
Els romans foren pioners en la construcció de ponts. En general eren semicirculars.
Construïren variats tipus de ponts d'arcs des dels més tradicionals, amb pilars als extrems, fins als més complexos amb diversos arcs.
Aquest pont s'alçà per facilitar l'accés entre pobles. Es degué edificar entre els segles II i IV.
El pont de Longroiva és, així, un exemple de la necessitat dels romans de crear un accés fàcil entre pobles, en aquest cas, entre S. Joâo da Pesqueira i Marialva (Civitas Aravorum).
És important recordar que la civilització romana dominava coneixements de materials i formes de construir i l'enginyeria militar estava al servei de la construcció.(1)

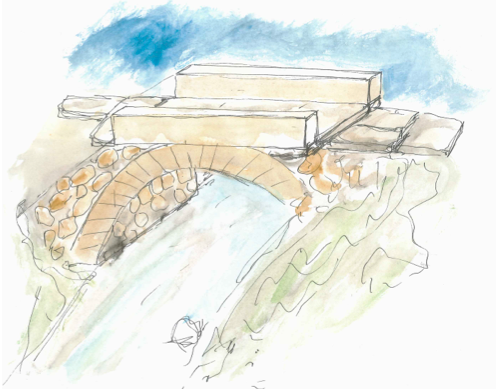
Dibuix del Pont de Longroiva

## Tècnica
A grans trets els ponts romans parteixen d'un mòdul bàsic, un arc de volta perfecta assentat en dos pilars, amb dues vies, planes i pavimentades. A partir d'aquest mòdul es pot alterar la dimensió de l'arc i del pilar, per ajustar-se al lloc, mantenint-ne les proporcions entre ambdós, garantint així la fortalesa sense comprometre'n l'horitzontalitat.
- variant el nombre d'arcs s'obté l'extensió necessària del pont.
- variant l'alçada dels pilars s'obté l'altura del tauler volguda.

En aquest cas, el pont es construí en maçoneria de pedra, amb un sol arc. Aquest es compon de dovelles regulars, disposades en tascó, en ambdós marges, la qual cosa li dona un aire robust a la construcció.
L'arc romà és una forma estable que funciona per compressió, és a dir, tota la pressió sobre el cim de l'arc es transmet pel sòl, reforçant així les pedres que formen l'arc.
La força és empesa cap a fora per la corba de l'arc en direcció a les pilastres.
La corba de l'arc amb la compressió soferta redueixen els efectes de tracció sobre la part baixa de l'arc. Com més gran siga el grau de curvatura de l'arc majors seran els efectes de la tracció a la part baixa.(1)
El tauler del pont té prop de 20 m, en lloses de pedra que s'estenen pels costats de la calçada.
En destaca el detall de les guardes parapet, que en ser-ne als extrems del tauler li confereixen més amplada; són fetes amb grans blocs paral·lelepípedes de pedra.
El material d'unió de les pedres seria el formigó romà, 
caracteritzat per lligar els materials i conferir-los més resistència.(1)

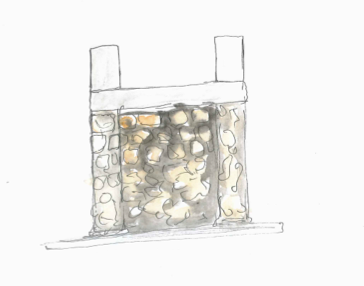
Dibuix il·lustratiu de l'ús de formigó romà

### Formigó romà
Pel que fa als ponts fluvials, els romans desenvoluparen un tipus de formigó d'eixugat ràpid i resistent a l'aigua, ideal per aquest tipus de construccions. El truc residia en l'aglomerant, una barreja de calç amb cendra volcànica.
Se suposa que se n'allargà el tauler posteriorment, i el 1971 es construí una nova travessia gairebé paral·lela al pont, quan aquest deixà de tenir ús de trànsit viari.
Per conéixer-ne l'origen romà una característica visible és l'existència de marques de forfex (eina en forma de tisores o pinces).(1)

## Referència
1. Ponte Romana de Longroiva na base de dados Ulysses da Direção-Geral do Património Cultural (en portugués).